# Бескильница морская
Бески́льница морска́я, или Бескильница примо́рская (лат. Puccinéllia marítima) — вид многолетних травянистых растений рода Бескильница (Puccinellia) семейства Злаки, или Мятликовые (Poaceae).

## Ботаническое описание

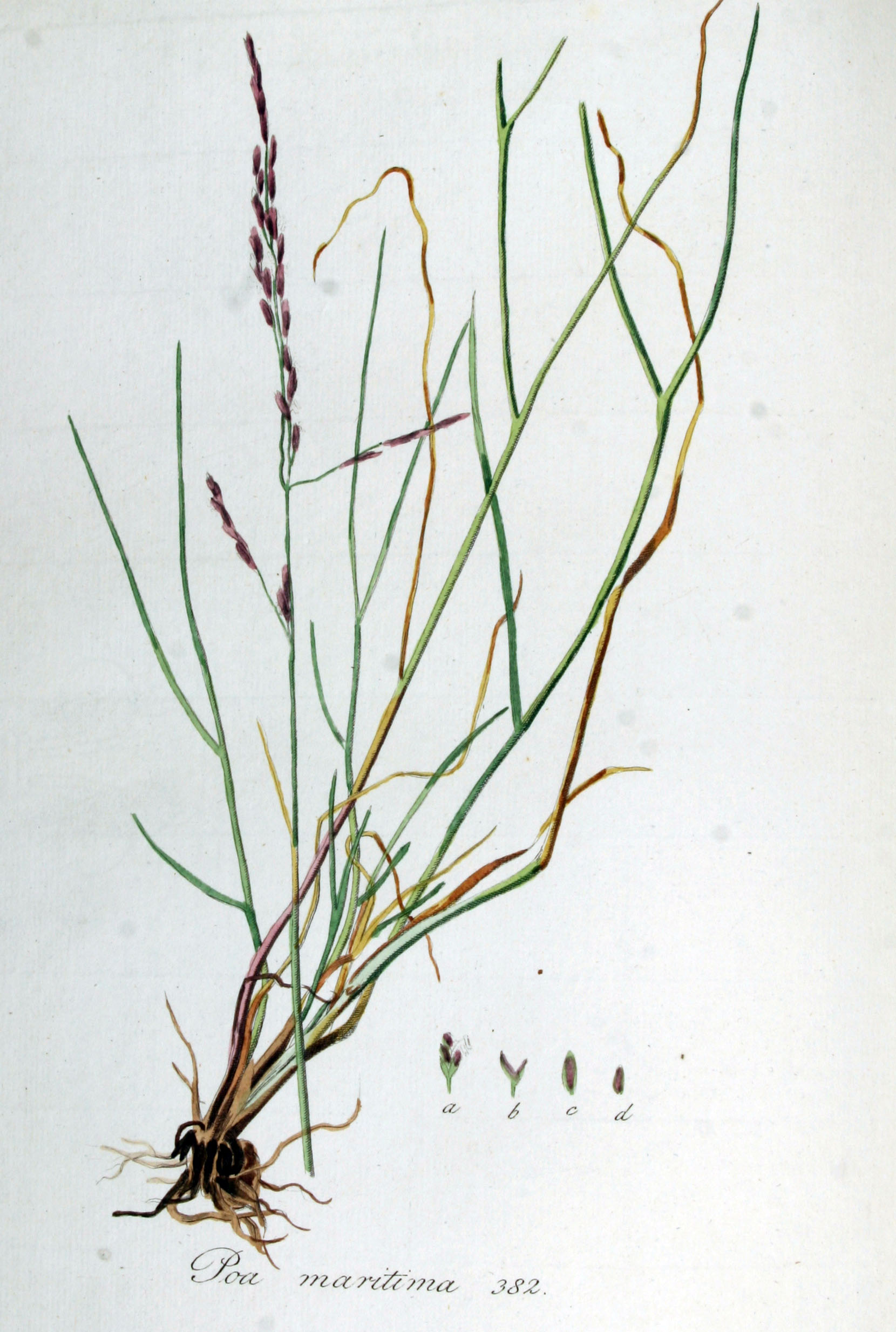
Бескильница морская.

Многолетнее травянистое растение. Стелющиеся надземные вегетативные побеги с боковыми побегами в пазухах листовых влагалищ. Стебли до 40 см высотой. Листья прямые, плоские или вдоль свёрнутые, до 3 мм шириной.
Соцветие — сжатая, позже растопыренная метёлка, 7—10 см длиной; веточки укороченные, шероховатые, реже гладкие. Колоски продолговатые, густые, 8—10 мм длиной, из 5—9 цветков. Колосковые чешуи яйцевидные, тупые, верхняя 2,5—3 мм длиной, нижняя — до 2 мм. Нижняя цветковая чешая фиолетовая, обратнояйцевидная, кожисто-перепончатая, 2,8—4,2 мм длиной, с ясными жилками, килеватая, наверху тупо-треугольно срезанная, у основания жилок и на каллусе волосистая. Верхняя цветковая чешуя по килям шероховатая, иногда с волосками. Пыльники продолговатые, 0,6—1,2 мм длиной.

## Распространение и экология
Встречается в Европе и как заносное на северо-востоке Северной Америки, на засолённых местообитаниях морского побережья.